# Dougie Payne
Dougie Payne właściwie Douglas Payne (ur. 14 listopada 1972 roku w Glasgow) – szkocki muzyk, kompozytor i basista. Payne występuje w grupie muzycznej Travis.

## Dyskografia
- Travis - Good Feeling (1997, Independiente)
- Travis - The Man Who (1999, Independiente, Epic)
- Travis - The Invisible Band (2001, Independiente, Epic)
- Travis - 12 Memories (2003, Epic Records)
- Feeder - Pushing The Senses (2005, Echo Records)[3]
- Travis - The Boy With No Name (2007, Independiente, Epic)
- Travis - Ode to J. Smith (2008, Red Telephone Box, Fontana)